# Milagros Frías
Pour les articles homonymes, voir Frias (homonymie).
Milagros Frias, née à Jerez de los Caballeros en 1955, est une écrivaine, journaliste et critique littéraire espagnole.

## Biographie
Elle est diplômée en sciences de l'information à l´Université complutense de Madrid, où elle a également étudié la sociologie. Elle a toujours concentré son travail dans le journalisme et la culture, et elle a été particulièrement liée au secteur de l'édition. Actuellement[Quand ?], elle travaille dans le monde de l'édition en tant que critique littéraire dans le magazine Leer.
Elle a publié entre autres les romans : La sal de la vida (Espasa Calpe, 1999), Ars Amandi (Espasa Calpe, 2000), Paisajes de invierno (Alianza Editorial, 2003), La alambrada de Levi (Lengua de Trapo, 2006) et Amor en un campo de minas (Algaida, 2013). De plus, elle a également publié de nombreuses histoires dans des ouvrages collectifs et elle a écrit un roman L'Ennui pour La casa ciega (Editorial Edaf, 2005).
Son avant-dernière œuvre, El verano de la nutria, un roman d'aventure, qui fait place à la peur actuelle dans un voyage tragique, est le vainqueur de l'édition XXI du Prix du récit Gonzalo Torrente Ballester[réf. nécessaire].

## Œuvres
- La sal de la vida (Espasa Calpe, 1999).
- Ars Amandi (Espasa Calpe, 2000).
- Paisajes de invierno (Alianza Editorial, 2003).
- La alambrada de Levi (Lengua de Trapo, 2006)[2].
- El verano de la nutria (Algaida, 2010)  (ISBN 978-84-9877-422-1)[3]
- Amor en un campo de minas (Algaida, 2013)  (ISBN 978-84-9877-961-5).
- Luces que ciegan la noche (Suma, 2015)  (ISBN 9788483657614) (Somme, 2015)  (ISBN 9788483657614)

### Ouvrages collectifs
- Relato L’ Ennui - Colección La Casa Ciega (Editorial Edaf, 2005).
- Sobre raíles (Imagine, 2004).
- Suiza y la Migración (Imagine, 2005).
- Traslatio literaria (Imagine, 2007).

## Prix
- Vainqueur de l'édition XXI du Prix de narrative Gonzalo Torrente Ballester, organisée par le Conseil provincial, pour son travail Luces que ciegan la noche
- Vainqueur en 2010 du prix de narrative Torrente Ballester, organisé par le gouvernement régional de Madrid, pour son travail El verano de la Nutria

- Prix Torrente Ballester  2009 pour El verano de la nutria.